# Ископаемые рыбы Армении
Ископаемые рыбы Армении, или Ископаемая ихтиофауна Армении, — представители различных классов рыб, обнаруженные на территории Армении в ископаемом (окаменелом) виде.

## Общая информация
На 2011 год ископаемая фауна рыб Армении представлена 30 таксонами, принадлежащими 9 отрядам — 2 таксона хрящевых рыб (от триасового периода до мелового), 28 — костистых (от мелового периода до плейстоцена). По видовому составу ископаемых рыб можно уследить основные палеогидрографические изменения условий на территории современной Армении.
- Обнаружение Helicampodus egloni и акул указывает на наличие морского режима от нижнего триаса до мелового периода.
- Наличие отпечатка Lepidotus ohannes говорит о возможности существования пресноводных водоемов на островных участках суши мелового периода.
- Обнаружение пресноводной карповой рыбы — большеголового палеоголавля указывает на наличие пресноводного водоема, следовательно и большого участка суши на севере Армении в нижнем олигоцене
- Обнаружение мелких сельдевых (Alosa sp., Clupea cf. lanceolata, C. cf. Ventricosa), атериновых (Atherina schelkovnikovi), карпозубообразных (виды родов Prolebias и Aphanius), а также карповых (Chondrostoma sp., Leuciscinae gen. et sp. indet. и др.) свидетельствует о наличии солоновато-морского, а также пресноводного режима на территории Араратской равнины и сопредельных районов в течение верхнего миоцена.
- Обнаружение различных видов лососевых (Salmo sp.) и карповых (Alburnus sisianensis, Capoeta sp., Rutilus oswaldi, Garra sp. рыбы рода ельцы (Leuciscus) и др.) свидетельствует о стабильном пресноводном режиме на бо́льшей части территории современной Армении и началe формирования современной ихтиофауны данного региона, начиная с плиоцена.[1]

## Формирование
Ихтиофауна (рыбы) территории современной Армении формировалась параллельно с формированием гидрорельефа, и под его воздействием. В триасовом периоде эта территория располагалась под морями, где, возможно, обитало множество видов рыб.
В меловой период моря продолжали покрывать территорию современной Армении, но уже частично. В это время также были островные участки суши и пресноводные озера. Начальным этапом развития современного рельефа Армении можно считать верхнеэоцен-олигоценовое время, когда в центральной диагональной части междуречья рек Кура и Аракс образовалась суша с пресноводно-озерным режимом.
В период миоцена существовали как пресные озера, так и солоноватые моря. В конце верхнего
миоцена (верхнего сармата) Среднесарматское море отступило. Очень значительные изменения происходили в палеогеографии междуречья рек Кура и Аракс после сармата, в нижне-среднеплиоценовое время. Здесь ликвидируются последние остатки морских (лагунных) условий, которые существовали в сармате и, начиная с плиоцена, нагорный регион между Курой и Араксом полностью и окончательно вступает в континентальную фазу своего развития.
На 2011 год, на территории Армении обнаружены и описаны 28 таксонов ископаемых костистых рыб. Они представлены морскими видами и принадлежат к морским и пресноводным родам.
- Морские роды: Clupea (Clupeiformes), Atherina (Аtheriniformes), Prolebias (Cyprinidontiformes).
- Пресноводные роды: Salmo (Salmoniformes), Alburnus, Rutilus, Capoeta, Palaeoleuciscus (Cypriniformes), Silurus (Siluriformes).

Ихтиофауна плио-плейстоценового периода Армении относительно хорошо исследована. Так, из верхнеплиоценово-нижнеплейстоценовых диатомовых отложений реки Воротан были обнаружены и описаны Alburnus sisianensis, Barbus sp., Salmo derzhavini Vladimirov, 1946, Salmo sp.; из плейстоценовых отложений (близ заброшенного села Гелайсор) — Capoeta sp., Barbus sp..

## История изучения
В 2006 году совместная экспедиция Института зоологии, Института ботаники НАН РА и Армянского государственного педагогического университета имени X. Абовяна посетила диатомитовые отложения горы Чардаш между реками Азат и Веди близ заброшенного села Гелайсор, где во времена формирования Земли в плейстоценовый период располагалось пресноводное озеро, на что указывают мощные отложения диатомитов. На данной территории были найдены ископаемые остатки карповых рыб, описание и идентификация которых является целью данной работы.
Всего было обнаружено 18 ископаемых остатков карповых рыб, которые включают как изолированные кости нейрокраниума, висцерального, осевого скелетов, глоточные зубы, так и полный скелет. Сборы были проведены из горизонтов диатомовых отложений 1, 2 и 4 близ заброшенного села Гелайсор (Араратский марз; координаты: 40° 01' 37 N, 44° 48' 57 E). Сравнение материала со скелетами современных карповых выявило наибольшее сходство материала с обитающими в Центральной и Южной Европе ельцами-андругами (Telestes souffia), хотя находки из Армении сильно отличаются от ельцов-андруг в строении слёзной и гиомандибулярной костей черепа.
Длина особей составляла около 115 мм. Тело удлинённое с прямой линией спины. Голова крупная. Осевой состоял из 42—43 позвонков; первые четыре из них — позвонки Веберова аппарата. Чешуя крупная, округлой формы. Обладали заострёнными, крюкообразными глоточными зубами (длина около 2,6 мм).
Также был собран материал из меловых отложений Вайоцдзорской области (окрестности села Хндзорут), из олигомиоценовых озерных отложений окрестностей города Дилижан, из плио-плейстоценовых озерных отложений бассейнов рек Воротан и Азат. В конечном итоге собрано около 200 образцов с остатками и
отпечатками костей или скелетов 12 видов ископаемых рыб.
При изучении ископаемого материала использовалась система промеров в рамках стандартной методики. Поскольку часть объектов изучения являлась представителями ныне живущих или близких к ним форм, для сравнения морфологических особенностей были изготовлены остеологические препараты представителей современной фауны Армении, а также остеологические препараты коллекционных фондов Института зоологии (Ереван), Баварского государственного музея палеонтологии и геологии (Мюнхен), Института Палеоанатомии, исследований Доместикации и истории Ветеринарии (Мюнхен). Для сравнительно-остеологического анализа использовались также литературные данные. При построении порядка таксонов учитывалась работа Нельсона.

## Виды
Согласно данным 2011 года, в Армении и сопредельных территориях обнаружены 30 таксонов ископаемых рыб, принадлежащих к 9 отрядам, аннотированный список которых приводится ниже.
| Отряд                                  | Классификация | Место обнаружения ископаемые остатки | Возраст ископаемых остатков            |
| -------------------------------------- | --- | --- | -------------------------------------- |
| Надотряд «Акулы» (Selachii)            | Надкласс Gnathostomata (челюстноротые); Класс Chondrichthyes (хрящевые рыбы); Подкласс Elasmobranchii (Пластинчатожаберные); Вид Selachii gen. et sp. indet                 | Вайоцдзорская область, окрестности села Хндзорут | Верхний мел.                           |
| Эвгенеодонты (Eugeneodontiformes)      | Подкласс Holocephali (Цельноголовые); Семейство — Edestidae; Род — Helicampodus; Вид Helicampodus egloni                                                                    | Нахичеванская Автономная Республика, город Джульфа | Нижний триас.                          |
| Semionotiformes                        | Класс Actinopterygii (Лучепёрые); Подкласс Neopterygii (Новопёрые); Семейство — Semionotida; Род — Lepidotus; Вид Lepidotus ohannes                                         | н/д | Меловой период                         |
| Сельдеобразные (Clupeiformes)          | Отдел Teleostei — Костистые; Подотдел Osterioclupeomorpha; Семейство Clupeidae — сельдевые; Род Clupea — морские (океанические) сельди; Вид Clupea lanceolata Meyer         | Армения, окрестности города Ереван | Верхний миоцен (сармат)                |
| Сельдеобразные (Clupeiformes)          | Отдел Teleostei — Костистые; Подотдел Osterioclupeomorpha; Семейство Clupeidae — сельдевые; Род Clupea — морские (океанические) сельди; Вид Clupea ventricosa               | Армения, окрестности города Ереван | Верхний миоцен (сармат).               |
| Сельдеобразные (Clupeiformes)          | Отдел Teleostei — Костистые; Подотдел Osterioclupeomorpha; Семейство Clupeidae — сельдевые; Род Alosa — алозы; Вид Alosa sp.                                                | Армения, окрестности города Ереван | Верхний миоцен (сармат).               |
| Сельдеобразные (Clupeiformes)          | Отдел Teleostei — Костистые; Подотдел Osterioclupeomorpha; Семейство Clupeidae — сельдевые; Род Clupeonella — тюльки; Вид Clupeonella pliocenica                            | н/д | Верхний миоцен и нижний плиоцен        |
| Лососеобразные (Salmoniformes)         | Подотдел Euteleostei — Истинные костные; Надотряд Protacanthopterygii; Семейство Salmonidae; Род Salmo — ласоси; Вид Salmo trutta — кумжа                                   | Сисианская диатомовая толща в верховьях реки Воротан | Ранний плейстоцен                      |
| Карпообразные (Cypriniformes)          | Надотряд Ostariophysi (костнопузырные); семейство Cyprinidae — карповые; Род Alburnus — уклейки; Вид Alburnus gambariani                                                    | Село Дзорахпюр; диатомитовые отложения | Конец плиоцена и начало плейстоцена    |
| Карпообразные (Cypriniformes)          | Надотряд Ostariophysi (костнопузырные); семейство Cyprinidae — карповые; Род Alburnus — уклейки; Вид Аlburnus sisianensis                                                   | Сисианская диатомовая свита, скважина № 2, глубина 24 м. | Верхний плиоцен — плейстоцен           |
| Карпообразные (Cypriniformes)          | Надотряд Ostariophysi (костнопузырные); семейство Cyprinidae — карповые; Род Alburnus — уклейки; Вид Аlburnus sp.                                                           | Центральная Армения, Нурнусская диатомовая свита | Ранний плейстоцен                      |
| Карпообразные (Cypriniformes)          | Надотряд Ostariophysi (костнопузырные); семейство Cyprinidae — карповые; Род Barbus — усачи; Вид Barbus sp.                                                                 | Центральная Армения, Нурнусская диатомовая свита | Ранний плейстоцен                      |
| Карпообразные (Cypriniformes)          | Надотряд Ostariophysi (костнопузырные); семейство Cyprinidae — карповые; Род Palaeoleuciscus — палеоголавли; Вид Palaeoleuciscus macrocephalus — большеголовый палеоголавль | Дилижан, конец улицы Иваново, над железнодорожным тоннелем на правом берегу безымянной речки, близ горючих сланцев | Нижний олигоцен                        |
| Карпообразные (Cypriniformes)          | Надотряд Ostariophysi (костнопузырные); семейство Cyprinidae — карповые; Род Capoeta — храмули; Вид Capoeta sp.                                                             | Араратская равнина, село Гелайсор, диатомовые отложения, местонахождение Севан-1, глины | Плиоцен; средний плейстоцен.           |
| Карпообразные (Cypriniformes)          | Надотряд Ostariophysi (костнопузырные); семейство Cyprinidae — карповые; Род Leuciscus — ельцы; Вид Leuciscus (Telestes) souffia                                            | Араратская равнина, село Гелайсор, диатомовые отложения | Плиоцен                                |
| Карпообразные (Cypriniformes)          | Надотряд Ostariophysi (костнопузырные); семейство Cyprinidae — карповые; Род Leuciscus — ельцы; Вид Leuciscus oswaldi                                                       | Армения, село Дзорахпюр; диатомовые отложения | плиоцен и плейстоцен                   |
| Карпообразные (Cypriniformes)          | Надотряд Ostariophysi (костнопузырные); семейство Cyprinidae — карповые; Вид Leuciscus sp.                                                                                  | Араратская равнина, село Гелайсор, диатомовые отложения | Плиоцен                                |
| Карпообразные (Cypriniformes)          | Надотряд Ostariophysi (костнопузырные); семейство Cyprinidae — карповые; Род Garra; Вид Garra rufa                                                                          | Араратская равнина, село Гелайсор, диатомовые отложения | Плиоцен                                |
| Карпообразные (Cypriniformes)          | Надотряд Ostariophysi (костнопузырные); семейство Cyprinidae — карповые; Род Pseudophoxinus/Delminichthys; Вид Pseudophoxinus vel Delminichthys sp.                         | Ширакская область, Кохбская мульда, местонахождение Маисян, близ глин и песчаников. | Середина-конец верхнего миоцена.       |
| Карпообразные (Cypriniformes)          | Надотряд Ostariophysi (костнопузырные); семейство Cyprinidae — карповые; Род Chondrostoma; Вид Chondrostoma sp.                                                             | Юго-восточная часть Армавирского марза, Октемберянская свита, нижняя подсвита, зеленовато-серые и желтовато-серые глины, скважина № 44 (1470—1482 м); верхняя подсвита, темно-серые и серые слабо карбонатные глины, скважина № 40 (330—331 м). | Середина-конец верхнего миоцена.       |
| Карпообразные (Cypriniformes)          | Надотряд Ostariophysi (костнопузырные); семейство Cyprinidae — карповые; Вид Leuciscinae gen. et sp. indet.                                                                 | Вайоцдзорский марз, ущелье Сартдара, местонахождение Котурван; тонкослоистые глины серого, зеленовато-серого цветов | Средний плиоцен                        |
| Корюшкообразные (Osmeriformes)         | Семейство Osmeridae — корюшковые; Род Enoplophthalmus — эноплофталмусы; Вид — Enoplophthalmus cf. alsaticus Gaudant et Burkhardt                                            | Дилижан, река Блдан/Булда, Дилижанская свита, глинистые сланцы | Средний — нижний олигоцен              |
| Атеринообразные (Atheriniformes)       | Надотряд Acanthopterygii — колючепёрые; Семейство Atherinidae — атериновые; Род Atherina — Атерины; Вид — Atherina schelkovnikovi                                           | Окрестности города Ереван | Средний миоцен                         |
| Карпозубообразные (Cyprinodontiformes) | Семейство Cyprinodontidae — карпозубые; Род Prolebias; Вид Prolebias mutilus                                                                                                | Окрестности города Ереван | Средний миоцен                         |
| Карпозубообразные (Cyprinodontiformes) | Семейство Cyprinodontidae — карпозубые; Род Prolebias; Вид Prolebias armeniacus                                                                                             | Окрестности города Дилижан | Средний-верхний олигоцен               |
| Карпозубообразные (Cyprinodontiformes) | Семейство Cyprinodontidae — карпозубые; Род Prolebias; Вид Prolebias sp. | Окрестности города Ереван | Средний миоцен                         |
| Карпозубообразные (Cyprinodontiformes) | Семейство Cyprinodontidae — карпозубые; Род Aphanius; Вид Aphanius yerevanicus                                                                                              | Окрестности города Ереван | Средний миоцен                         |
| Окунеобразные (Perciformes)            | Семейство Percidae — окуневые; Вид Percidae gen. et sp. indet. | Юго-западная часть Армавирского марза | Начало раннего миоцена, средний миоцен |
| Окунеобразные (Perciformes)            | Семейство Gobiidae; Вид Gobiidae gen. et sp. indet. | Юго-западная часть Армавирского марза | Начало раннего миоцена, средний миоцен |
| Окунеобразные (Perciformes)            | Семейство Gobiidae; Вид Perciformes gen. et sp. indet. | Окрестности города Дилижан | Средний-нижний олигоцен                |